# Jonathan (komiks)
Jonathan – francuskojęzyczna seria komiksowa autorstwa szwajcarskiego rysownika i scenarzysty Bernarda Cosendai, tworzącego pod pseudonimem Cosey, ukazująca się w odcinkach od 1975 do 1982 w belgijskim czasopiśmie komiksowym "Tintin", a od 1977 w formie indywidualnych tomów nakładem belgijskiego wydawnictwa Le Lombard. Po polsku Jonathana publikuje wydawnictwo Ongrys od 2021.

## Fabuła
Szwajcar Jonathan ucieka ze szpitala psychiatrycznego i rusza w Himalaje w poszukiwaniu Saichy, swojej młodzieńczej miłości. Gdy dowiaduje się, że dziewczyna zginęła z rąk chińskich żołnierzy, mężczyzna poprzysięga im zemstę. Odnajduje zabójcę, jednak konfrontacja z nim sprawia, że odrzuca przemoc i postanawia zostać w Indiach, by lepiej poznać siebie. Rozpoczyna serię podróży po regionie i podejmując się różnych drobnych zajęć, poznaje ludzi, którzy wpływają na jego duchową i intelektualną przemianę.

## Tomy
| Tom | Tytuł i rok I wydania polskiego             | Tytuł i rok I wydania oryginalnego         | Uwagi                                                                                 |
| --- | ------------------------------------------- | ------------------------------------------ | ------------------------------------------------------------------------------------- |
| 1   | Pamiętaj, Jonathanie... (2021)              | Souviens-toi, Jonathan (1977)              | W polskim wydaniu tomy te ukazały się w 2021 w albumie zbiorczym pt. Jonathan. Tom 1. |
| 2   | I góra tobie zaśpiewa (2021)                | Et la montagne chantera pour toi (1977)    | W polskim wydaniu tomy te ukazały się w 2021 w albumie zbiorczym pt. Jonathan. Tom 1. |
| 3   | Boso pod rododendronami (2021)              | Pieds nus sous les rhododendrons (1978)    | W polskim wydaniu tomy te ukazały się w 2021 w albumie zbiorczym pt. Jonathan. Tom 1. |
| 4   | Kolebka Bodhisattwy (2022)                  | Le Berceau du Bodhisattva (1979)           | W polskim wydaniu tomy te ukazały się w 2022 w albumie zbiorczym pt. Jonathan. Tom 2. |
| 5   | Niebieska przestrzeń między chmurami (2022) | L'Espace bleu entre les nuages (1980)      | W polskim wydaniu tomy te ukazały się w 2022 w albumie zbiorczym pt. Jonathan. Tom 2. |
| 6   | Duniasza, już tyle lat... (2022)            | Douniacha, il y a longtemps… (1980)        | W polskim wydaniu tomy te ukazały się w 2022 w albumie zbiorczym pt. Jonathan. Tom 2. |
| 7   | Kate (2023)                                 | Kate (1981)                                | W polskim wydaniu tomy te ukazały się w 2023 w albumie zbiorczym pt. Jonathan. Tom 3. |
| 8   | Przywilej węża (2023)                       | Le Privilège du serpent (1982)             | W polskim wydaniu tomy te ukazały się w 2023 w albumie zbiorczym pt. Jonathan. Tom 3. |
| 9   | Neal i Sylvester (2023)                     | Neal et Sylvester (1983)                   | W polskim wydaniu tomy te ukazały się w 2023 w albumie zbiorczym pt. Jonathan. Tom 3. |
| 10  | Wuj Howard powraca (2024)                   | Oncle Howard est de retour (1985)          | W polskim wydaniu tomy te ukazały się w 2024 w albumie zbiorczym pt. Jonathan. Tom 4. |
| 11  | Greyshore Island (2024)                     | Greyshore Island (1986)                    | W polskim wydaniu tomy te ukazały się w 2024 w albumie zbiorczym pt. Jonathan. Tom 4. |
| 12  | Ten, który prowadzi rzeki do morza (2024)   | Celui qui mène les fleuves à la mer (1997) | W polskim wydaniu tomy te ukazały się w 2024 w albumie zbiorczym pt. Jonathan. Tom 4. |
| 13  |                                             | La Saveur du Songrong (2001)               | W polskim wydaniu tomy te ukażą się w 2025 w albumie zbiorczym pt. Jonathan. Tom 5.   |
| 14  |                                             | Elle ou dix mille lucioles (2008)          | W polskim wydaniu tomy te ukażą się w 2025 w albumie zbiorczym pt. Jonathan. Tom 5.   |
| 15  |                                             | Atsuko (2011)                              |                                                                                       |
| 16  |                                             | Celle qui fut (2013)                       |                                                                                       |
| 17  |                                             | La Piste de Yéshé (2021)                   |                                                                                       |

## Nagrody
Za siódmy tom Jonathana Cosey został uhonorowany w 1982 nagrodą Alfred za najlepszy komiks na Międzynarodowym Festiwalu Komiksu w Angoulême, a tom 14. znalazł się w gronie albumów nominowanych do tej nagrody w 2009. Ponadto za Jonathana Cosey został dwukrotnie wyróżniony nagrodą Prix Saint-Michel: w 1976 w kategorii "obiecujący twórca", a w 1979 w kategorii "Grand Prix" za piąty tom serii.